# Region Midtjylland
Die Region Midtjylland (deutsch Region Mitteljütland) in Dänemark ist eine der fünf Regionen Dänemarks, welche die höchste Verwaltungseinteilung Dänemarks darstellen. Sie umfasst den mittleren Teil von Jütland. Die Region wird auf einer Fläche von 13.005,8 km² von 1.358.879 Einwohnern (Stand 1. Januar 2023) bewohnt. Hauptstadt ist Viborg.

## Entstehung
Die Regionen wurden 2007 vom dänischen Parlament geschaffen. Mit der gleichzeitigen Auflösung der bisherigen Ämter (dän. amtskommune) bilden sie die mittlere Ebene zwischen Kommunen und staatlicher Zentralverwaltung (staten).
Geografisch beinhaltet die Region Midtjylland die ehemaligen Ämter Ringkjøbing Amt und Århus Amt (ausgenommen große Teile der Mariager Kommune, heute Region Nordjylland), den südöstlichen Teil von Viborg Amt (der Rest an Region Nordjylland), die früheren Gemeinden Brædstrup Kommune, Gedved Kommune, Juelsminde Kommune, Nørre-Snede Kommune, Tørring-Uldum Kommune sowie Hedensted Kommune und Horsens Kommune im Kreis Vejle Amt.
Gleichzeitig wurde das Gebiet der Region statistisch in die beiden Landsdele Vestjylland und Østjylland aufgeteilt.

## Gemeinden
| Wappen | Kommune           | Einwohner 1. Januar 2023 | Fläche in km² 1. Januar 2014 | Einwohner pro km² |
| ------ | ----------------- | ------------------------ | ---------------------------- | ----------------- |
|        | Favrskov          | 49.408                   | 540,3                        | 91,4              |
|        | Hedensted         | 47.609                   | 551,1                        | 86,4              |
|        | Herning           | 89.952                   | 1.321,1                      | 68,1              |
|        | Holstebro         | 58.978                   | 793                          | 74,4              |
|        | Horsens           | 96.480                   | 519,4                        | 185,8             |
|        | Ikast-Brande      | 42.540                   | 733,5                        | 58                |
|        | Lemvig            | 19.371                   | 508,7                        | 38,1              |
|        | Norddjurs         | 36.978                   | 721                          | 51,3              |
|        | Odder             | 23.626                   | 223,7                        | 105,6             |
|        | Randers           | 99.931                   | 747,8                        | 133,6             |
|        | Ringkøbing-Skjern | 56.348                   | 1.469,5                      | 38,3              |
|        | Samsø             | 3.775                    | 113,5                        | 33,3              |
|        | Silkeborg         | 99.400                   | 850,3                        | 116,9             |
|        | Skanderborg       | 65.138                   | 416,8                        | 156,3             |
|        | Skive             | 45.069                   | 683,4                        | 65,9              |
|        | Struer            | 20.794                   | 246,2                        | 84,5              |
|        | Syddjurs          | 44.207                   | 689,7                        | 64,1              |
|        | Viborg            | 97.731                   | 1.408,9                      | 69,4              |
|        | Århus             | 361.544                  | 467,7                        | 773               |

### Größte Städte
| Ort            |           |  |         | Einwohner |
| Aarhus         | Aarhus    |  | 290,598 | 290,598   |
| Randers        | Randers   |  | 64,057  | 64,057    |
| Horsens        | Horsens   |  | 63,162  | 63,162    |
| Herning        | Herning   |  | 51,193  | 51,193    |
| Silkeborg      | Silkeborg |  | 50,866  | 50,866    |
| Viborg         | Viborg    |  | 42,234  | 42,234    |
| Holstebro      | Holstebro |  | 37,022  | 37,022    |
| Skive          | Skive     |  | 20,176  | 20,176    |
| 1. Januar 2023 |           |  |         |           |

## Politik

### Regionsrat
Die aktuelle Legislaturperiode begann am 1. Januar 2018. Vorsitzender ist seit 2018 der Sozialdemokrat Anders Kühnau. Die 41 Mandate verteilten sich wie folgt:

## Wirtschaft
Im Vergleich mit dem Bruttoinlandsprodukt der Europäischen Union ausgedrückt in Kaufkraftstandards erreicht die Region im Jahr 2015 einen Index von 114 (EU-25: 100). Insgesamt wurde ein BIP von 55,2 Mrd. Euro erwirtschaftet. Im Jahr 2017 betrug die Arbeitslosenquote 5,3 % und lag damit unter dem nationalen Durchschnitt.